# ジョージ・アシュモア・フィッチ

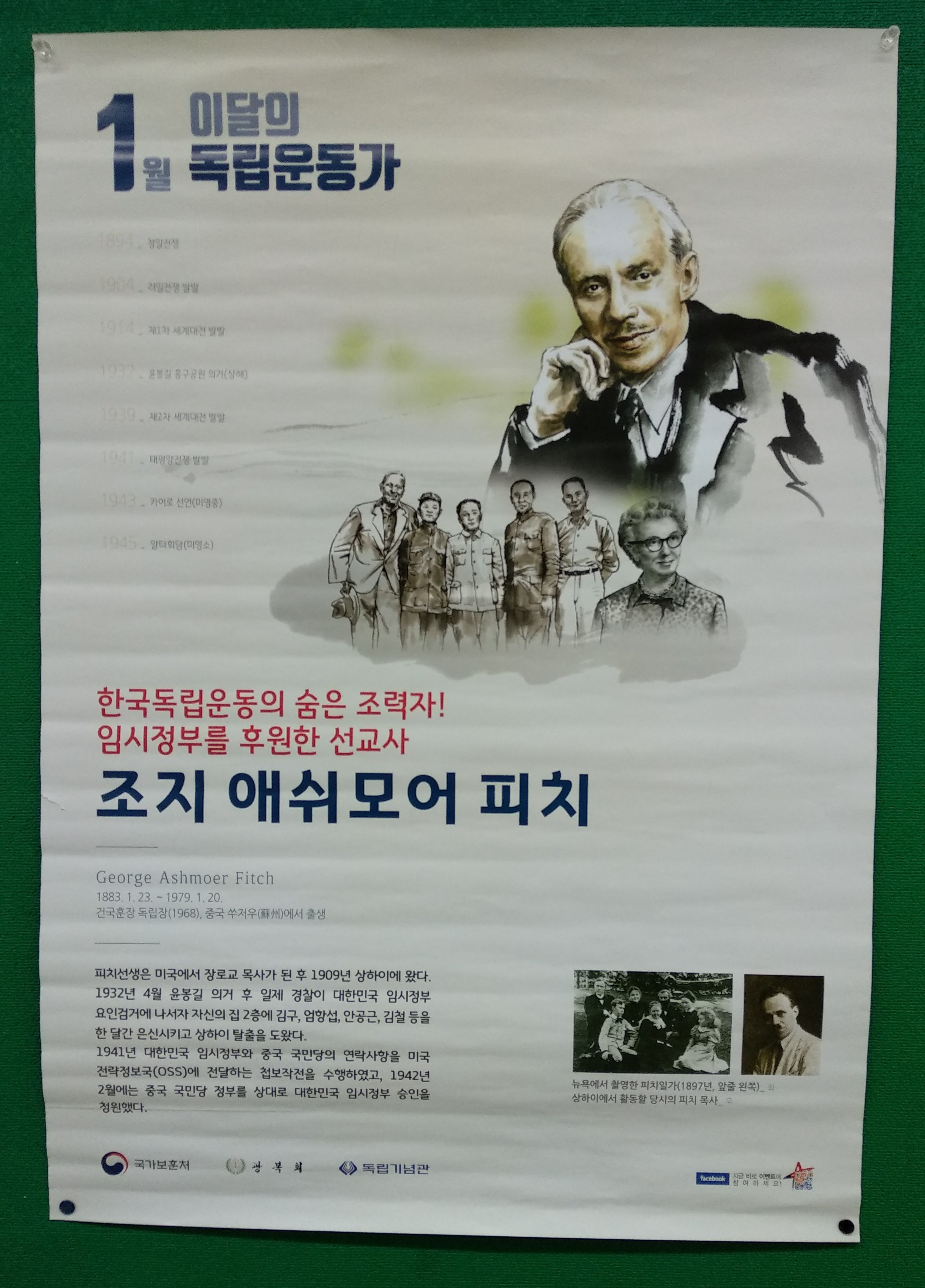
ジョージ・アシュモア・フィッチ

ジョージ・アシュモア・フィッチ（George Ashmore Fitch、1883年 - 1979年）は、中国・蘇州市生まれのアメリカ人長老派宣教師。やはり宣教師で朝鮮人独立運動支援家として知られたジョージ・フィールド・フィッチの息子で、父の影響で彼も朝鮮人独立運動支援家となったため、しばしば混同される。中国・韓国等でキリスト教青年会（YMCA）南京支部長などを務める。ハロルド・J・ティンパーリ（中国国民党国際宣伝処顧問）編集『戦争とは何か』の共著者の1人で、日本軍の南京虐殺を国際的に知らしめた。極東国際軍事裁判（東京裁判）には当時国際機関での活動で忙しいとのことで出廷せず、口述書のみを提出した。

## 略歴
1883年、中国の蘇州で長老派教会の宣教師ジョージ・フィールド・フィッチとメアリー・マクレラン・フィッチの息子として、2人の息子と3人の娘の中の3番目の子供として生まれる。
1900年、米国留学。
1906年、オハイオ州のウースター大学で文学士号を得た後、ニューヨークのユニオン神学校に入学。
1909年、中国上海のYMCA組織「上海青年会」で働く。ここで、フィッチは中国人・朝鮮人の抗日・反日運動を支援することになっていく。毎週水曜夜に聖書の勉強会を主催、ここには、孫文、唐紹儀などの国民党指導者や有名な実業家が来たという。また、上海ロータリー クラブの創立メンバーとして活動を広げた。父親からは朝鮮独立運動の活動家を紹介され、その影響で独立運動を支援、満州事変の勃発により日本の中国侵略が激化するに連れ、中国の反日運動も支援していく。
1919年、中国の上海で大韓民国臨時政府（KPG）の内務総長・金九ら朝鮮独立運動家に会合場所を提供。
1920年代には韓国救援協会の理事や仁城学校の顧問を務める。
1932年、尹奉吉による上海天長節爆弾事件が起き、日本側が上海フランス租界の朝鮮人に対する検問を実施したため、ジョージ・A・フィッチは約一ヶ月間、首謀者の金九らを自宅の二階に匿った上、逃亡を助けた。
1936年、9月に南京YMCAの事務局長に任命され、南京に赴任。
1937年12月の南京攻略戦時、日中両軍の戦闘による被害から一般市民を保護するため設置された南京安全区国際委員会の一員であった。
1938年2月末、 南京事件（南京大虐殺）の模様をマギー神父が撮影したとされるフィルムを持って南京を脱出。アメリカ各地でこのフィルムの上映を行い、米国民に南京虐殺について広く知らせた。
フィッチの妻ジェラルディン・タウンゼント・フィッチも朝鮮独立運動の支援家である。また、ジェラルディンは蔣介石の妻宋美齢と親しい友人であるという。
米国の新聞報道によると、フィッチは南京攻略戦の時、蔣介石に任命された、"the War Service Corps"（the War Area Service Corps）の顧問であった。また蔣介石の個人的な友人とされる。
1939年に中国に戻る。国民党政府の重慶移転により、ジョージ・A・フィッチも重慶YMCAの事務局長に就任。
1940年、フィッチは重慶で蔣介石軍への福祉活動を指導しており、蔣介石・宋美齢と親しいとされる。
1941年、中国工業組合（Chinese industrial cooperatives）の相談役に任命される。
また、報道によれば、フィッチの妻は"Courageous China"・"United China Relief Society"という団体との関係があるとされる。
1947年まで連合国救済復興機関で働く。その後、韓国のYMCAの事務局長や台湾の淡江大学物理学部の顧問などを務めた。
1963年、カリフォルニア州クレアモントに戻る。
1968年、韓国政府より建国功労勲章が授与される。
1979年、クレアモントにて死去。